# Bitwa pod Wojniłowem
Bitwa pod Wojniłowem miała miejsce 24 września 1676 podczas wojny polsko-tureckiej 1672-1676
Bitwa stoczona między wojskami polskimi pod dowództwem Jana III Sobieskiego a Tatarami. Sobieski wyruszył z Żurawna z całą jazdą na rozpoznanie wojsk tureckich znajdujących się pod Stanisławowem. Przednia straż polska natknąwszy się pod Wojniłowem na czambuł tatarski rozbiła go, ale pod naciskiem nowych sił tatarskich musiała się wycofać. Pod Dołhą Tatarzy zaatakowali główne siły Sobieskiego, usiłując odciąć im odwrót, zostali jednak odrzuceni. Polacy wycofali się do Żurawna, gdzie założyli warowny obóz.